# Pseudaonidia cingulata
Pseudaonidia cingulata är en insektsart som först beskrevs av Walter Wilson Froggatt 1914.  Pseudaonidia cingulata ingår i släktet Pseudaonidia och familjen pansarsköldlöss. Inga underarter finns listade i Catalogue of Life.